# Rom Molemaker
Rom Molemaker (Harderwijk, 31 oktober 1945) is een Nederlands jeugdschrijver.
Na de kweekschool te Utrecht afgerond te hebben, stond Molemaker van 1968 tot en met 1996 voor de klas. Sinds 1998 is hij fulltime schrijver. Zijn eerste boek was Olaf de Polaf. In zijn boeken gebruikt hij vooral locaties die hij goed kent of waar hij ooit geweest is.
Voor Een gang met gele deuren kreeg hij in 2007 de Tip van de Jonge Jury onderscheiding.

### Kinderboeken (6 - 11 jaar)
- Helden
- De heldendaad
- De ruiters van Glaas
- Sterre van de zee
- De toppen van Ravijn
- Olaf de Polaf
- Apenbillen door de bocht!
- Het blauwe huis
- Het goud van Rompel
- De hut van Noag
- Een makkie voor mij
- De held van Madurodam
- Best eng
- Glad ijs
- Deze straat is van ons
- Een brief in een fles
- Een hele week feest
- Weg met Plakhaar!
- Op de vlucht voor Rosbief Peper
- Oranjekoorts in Goudkust
- Onraad in het Wrakkenmuseum
- Goudkust United!
- Groene vingers in Goudkust

### Jeugdboeken (11 jaar en ouder)
- Moord op school
- Drijfjacht
- Crisis (2012, reeks Life jeugdboeken)
- De eerste steen (bekroond met de Debuutprijs van de Jonge Jury)
- Gijzeling
- Een gang met gele deuren
- (K)walrave
- Lange benen maken
- Uit de schaduw
- Weg van de angst
- De kleur van bloed
- Moord in de Dom
- Een dodelijk kaartspel (2017)
- Mist
- Apollo's ondergang
- Voorgoed Weg

- Digitale Bibliotheek voor de Nederlandse Letteren: mole046
- Gemeinsame Normdatei: 1044747846
- International Standard Name Identifier: 0000 0003 6875 6464
- Nederlandse Thesaurus van Auteursnamen: 170632636
- Système universitaire de documentation: 193591618
- Virtual International Authority File: 285240766
- WorldCat: E39PBJxGWV3Tm8pqWJC3mYWbh3